# Řetězový most ve Strakonicích
Řetězový most přes řeku Otavu ve Strakonicích u hradu, před soutokem s Volyňkou, stál v letech 1842–1890. Je jedním z řetězových mostů projektovaných Bedřichem Schnirchem.

## Historie
Ve Strakonicích stával už od roku 1318 kamenný most s obrannou hradební věží na panské straně a se sousoším ukřižování, v roce 1718 most strhla povodeň. Roku 1781 byl postaven nový kamenný most, tříobloukový se sochařskou výzdobou. Povodeň ho strhla již o tři roky později, 28. února 1784. Roku 1790 zde byl postaven dřevěný most, i ten však strhla povodeň.
Roku 1821 převzala silniční mosty z vojenských důvodů monarchie. Bedřich Schnirch v roce 1841 v rámci státní zakázky (tj. jako zadavatel je uváděn hrabě Karel Chotek, nejvyšší purkrabí českého království) vyprojektoval pro Strakonice řetězový most, který byl postaven v roce 1842. Most byl podmáčen při povodni na začátku září 1890, kdy byl střed města dva dny odříznut od světa. Po povodni musel být most rozebrán.
V roce 1891 byl na jeho místě postaven nový most, železný příhradový. Později by na místě postaven v letech 1973–1977 nový, betonový most, který nesl jméno Klementa Gottwalda a od roku 1990 Jana Palacha.
Most byl dlouhý 42 metrů.